# Staurastrum furcigerum
Staurastrum furcigerum là một loài Song tinh tảo trong họ Desmidiaceae, thuộc chi Staurastrum.